# 朝日電視台若葉台媒體中心
朝日電視台若葉台媒體中心（日语：テレビ朝日若葉台メディアセンター，テレビあさひわかばだいメディアセンター）是位於日本東京都稻城市若葉台的一座朝日電視台專用設施，竣工於2017年2月。朝日電視台若葉台媒體中心主要作為倉庫使用，收納了朝日電視台自1959年開播之間的節目映像資料及美術道具。朝日電視台若葉台媒體中心亦對民眾開放，參觀者可自由閱覽上述資料。自2017年開始，朝日電視台若葉台媒體中心是「朝日電視台夏祭」的分會場之一。